# Monasterio de San Jorge de Coziba
El Monasterio de San Jorge de Coziba, o Monasterio Ortodoxo de San Jorge, es un monasterio situado en Wadi Qelt, en Cisjordania, Palestina. Se encuentra a unos 9 kilómetros de Jericó y 20 de Jerusalén. Este complejo monacal colgante del siglo VI, con su antigua capilla y jardines, está activo y habitado por monjes ortodoxos griegos. Es accesible por un puente peatonal a través del Wadi Qelt, un valle que muchos identifican con el Valle de las Sombras del Salmo 23 de la Biblia. Paralelo al valle discurre la vieja calzada romana que llevaba a Jericó, el escenario de la parábola del buen samaritano según la Biblia (Lucas 10:29-37). Está abierto a diario para peregrinos y visitantes.

## Historia
Entre las tradiciones asociadas a la ubicación del monasterio se encuentran la visita de Elías de camino hacia la península del Sinaí, y una escena de la vida de san Joaquín que cuenta que, mientras lloraba en el lugar por la infertilidad de su mujer, santa Ana, recibió la visita de un ángel que le anunció la concepción de María.
La historia del Monasterio de San Jorge de Coziba, que comienza en el siglo IV, se encuadra en la tradición de los monjes que buscaban revivir las experiencias de los israelitas, que anduvieron durante cuarenta años vagando por el desierto para cambiar su naturaleza y su corazón, y de Jesús, que se trasladó durante cuarenta días al desierto para probar su obediencia a Dios (Mateo 4:1-11). A estos monjes se les comenzó a llamar eremitas (del término griego ἐρημίτης, o de ἔρημος, que significa “del desierto”), palabra de la que deriva la española “ermitaño”.
En el caso de San Jorge de Coziba, un grupo de monjes se comenzaron a asentar en una cueva cercana en la que creían que el profeta Elías se había detenido de camino hacia el Sinaí y donde los cuervos lo habían alimentado (1 Reyes 17:5-6). El lugar era especialmente idóneo por tratarse de un espacio aislado y remoto con disponibilidad de agua fresca. Juan de Tebas, un ermitaño que había emigrado de Egipto a Siria Palestina, fundó el monasterio alrededor del año 480 d. C. y agrupó a cinco ermitaños sirios de las cuevas cercanas para crear una nueva laura. Los ermitaños que vivían en las cuevas cercanas se solían reunir semanalmente en el monasterio para una misa y una comida comunal. En 516, Juan de Tebas fue nombrado Obispo de Cesarea, si bien volvería al monasterio tiempo después.
San Jorge de Coziba llegó desde Chipre a finales del siglo VI y se dedicó a la vida de ermitaño en las cuevas del Wadi Qelt. La invasión persa de la provincia bizantina de Siria Palestina supuso la destrucción del monasterio en el año 614 y la muerte de los 14 monjes (otras fuentes citan 40) que en él vivían, cuyos huesos y cráneos pueden visitarse a día de hoy en la capilla del monasterio. San Jorge de Coziba fue encarcelado, pero sobrevivió y volvió a exiliarse en las cuevas cercanas al monasterio hasta su muerte en el año 620. Aunque Juan de Tebas había dedicado originalmente la capilla principal a la Virgen María, su nombre fue cambiado con posterioridad por el de San Jorge de Coziba y San Juan Jacobo el Rumano.
Los cruzados realizaron diversos intentos de restauración en 1179 bajo los auspicios del emperador Manuel I Comneno, pero tras su expulsión el monasterio quedó prácticamente abandonado hasta finales del siglo XIX. El Fondo para la Exploración de Palestina lo describió en 1873 de la siguiente manera: 

“Deir el Kelt: un monasterio en ruinas colgado a un lado de un precipicio perpendicular a la ribera norte del Wadi Qelt. Se puede acceder a él desde el este, donde hay una estrecha planicie (de unos 120 pies hacia el este y oeste y 30 pies de ancho) con un acantilado sobre ella. A lo largo de 80 pies de longitud este acantilado está recubierto de cemento, que en su día estuvo pintado con frescos, con figuras ahora borradas. En el barranco que queda por encima del monasterio hay cuevas, actualmente inaccesibles. En una todavía se puede ver una barra de hierro, probablemente usada en su momento para fijar una cuerda o una escalera de cuerda a través de la cual se podría establecer comunicación con el ermitaño en la celda."
Fondo para la Exploración de Palestina

"El monasterio en sí muestras tres fases de construcción diferenciadas. El edificio incluye una entrada con criptas bajo él, una capilla y celdas. La capilla no mantiene el mismo eje que el resto de edificios, y parece ser anterior en el tiempo. La mampostería está mejor revestida en ella que en el resto de trabajos. La capilla tiene 36 pies de largo por 17 de ancho, medidas interiores. Su orientación es de 45º. En el extremo oriental hay un ábside de 7 pies de diámetro; éste tiene una ventana torcida en un lado para conseguir un ángulo de 90º, apuntando hacia el este. Tras la capilla hay una pequeña cámara con una tumba bajo el suelo, excavada en la roca, que contiene los restos de unos huesos bastante descompuestos. Esta cámara también tiene un ábside. La pequeña celda más allá está excavada en la roca y mide 10 por 13 pies. Un pasillo lleva desde la puerta sur de la capilla principal hasta la capilla menor. Los contrafuertes de la capilla principal son, evidentemente, adiciones posteriores, ya que se han construido sobre la segunda serie de frescos; soportan los nervios de la cúpula y son sillares hermosamente decorados. Los muros interiores de la capilla, del pasillo y de la pequeña capilla tras él están completamente recubiertos de cemento y pintados con frescos, con figuras e inscripciones. Dos grupos de frescos son aún visibles en algunos lugares; los más antiguos están bastante pintarrajeados, pero parecen haber sido mejor hechos."
Fondo para la Exploración de Palestina

En 1878, un monje griego llamado Kallinikos se asentó en el monasterio y lo restauró, completando su tarea en 1901. Un monje rumano, conocido como Juan Jacobo el Rumano, vivió durante ocho años en una pequeña cueva hasta su muerte en 1960. En 1952 se construyó un nuevo campanario.
El padre Georgios Tsibouktzakis se trasladó al monasterio de San Jorge de Coziba en 1993 y durante muchos años fue su único habitante; mejoró el camino de piedra usado por los peregrinos para subir al monasterio, reparó los acueductos y adecentó los jardines de olivos. Fue nombrado abad en el año 2000 y murió el año siguiente por un disparo de un terrorista palestino cuando volvía de Jerusalén en un coche con matrícula israelí.
A día de hoy, el monasterio consta de dos capillas, la de la Virgen María y la de San Jorge y San Juan, ambas decoradas con mosaicos, iconos y frescos. La cueva de San Elías también se encuentra accesible a través de una escalera desde el patio interior del monasterio. Desde la cueva se puede salir a la parte superior de la montaña a través de un estrecho túnel.

## Visitas

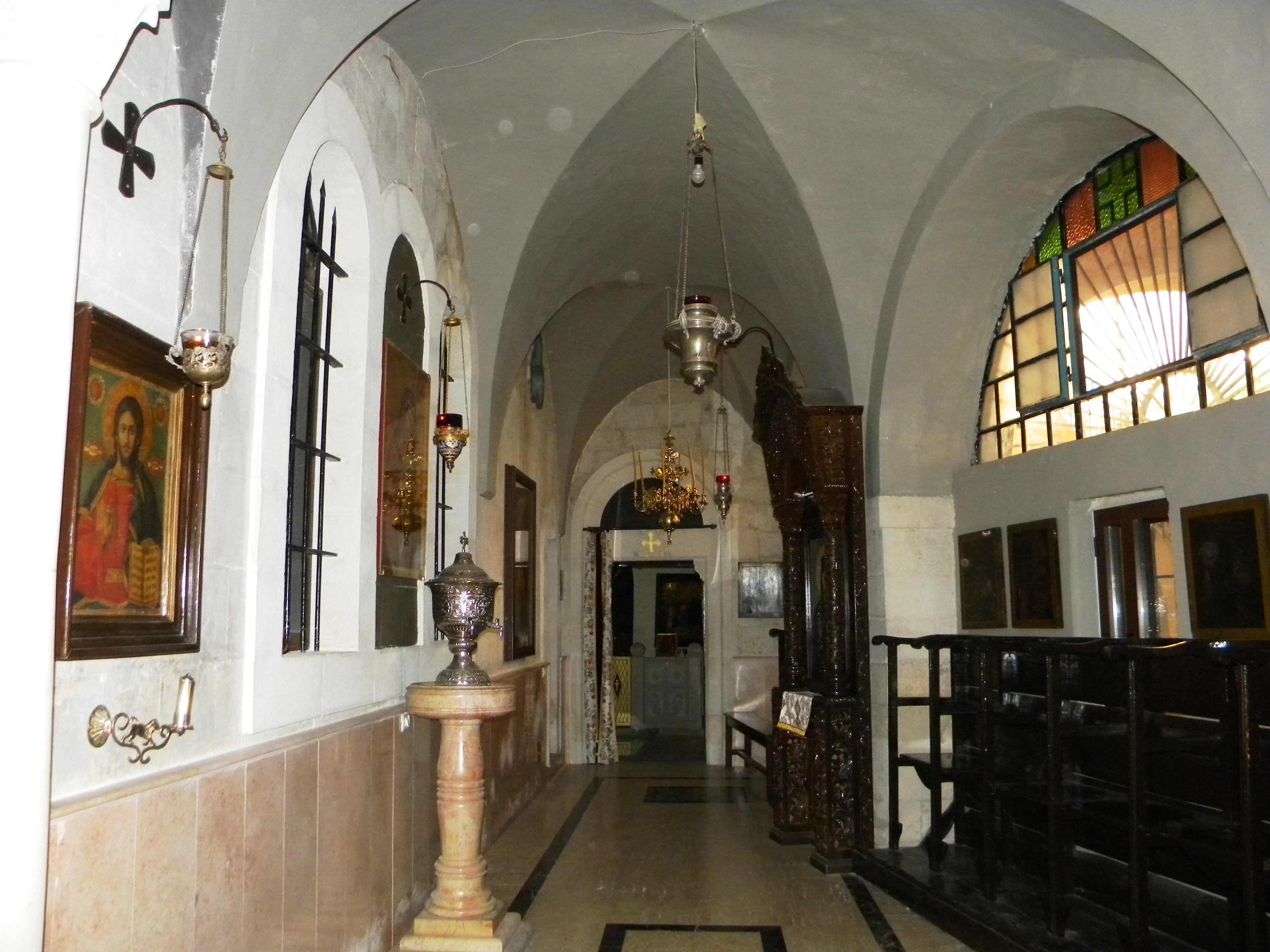
Palestina, Wadi Qelt, (Valle de Hozevei) (Monasterio de San Jorge que tiene las reliquias de San Ioan Iacob Hozevitul) (12).

Se puede llegar al monasterio mediante una ruta de senderismo que parte desde Jericó y se lleva poco más de una hora. También se puede llegar por coche a través de la carretera principal (n.º 1); hay un aparcamiento especial para el monasterio, desde el que los visitantes deben bajar por un camino empinado durante unos quince minutos o alquilar un burro a los beduinos locales. A diferencia de la mayoría de monasterios greco-ortodoxos, permite la entrada a los turistas tanto hombres como mujeres. Está gestionado por el Patriarcado Griego Ortodoxo de Jerusalén y el horario de apertura es de domingo a viernes, de 8:00 a 11:00 y de 15:00 a 17:00, y los sábados de 9:00 a 12:00.

## Galería

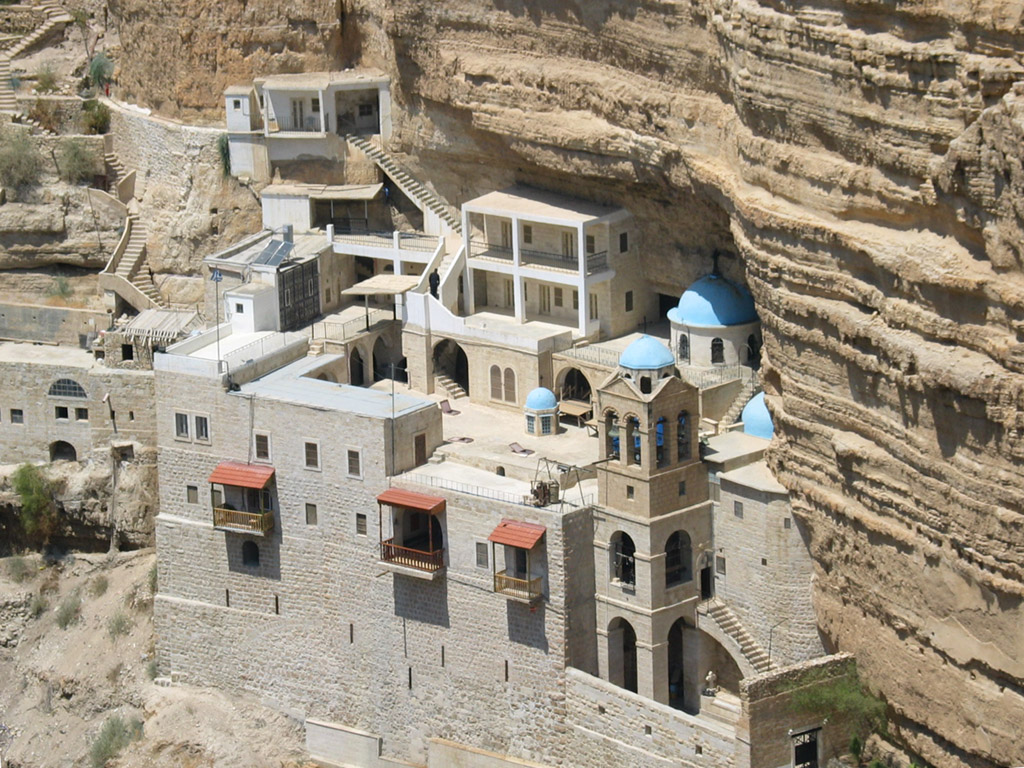
Vista exterior del monasterio
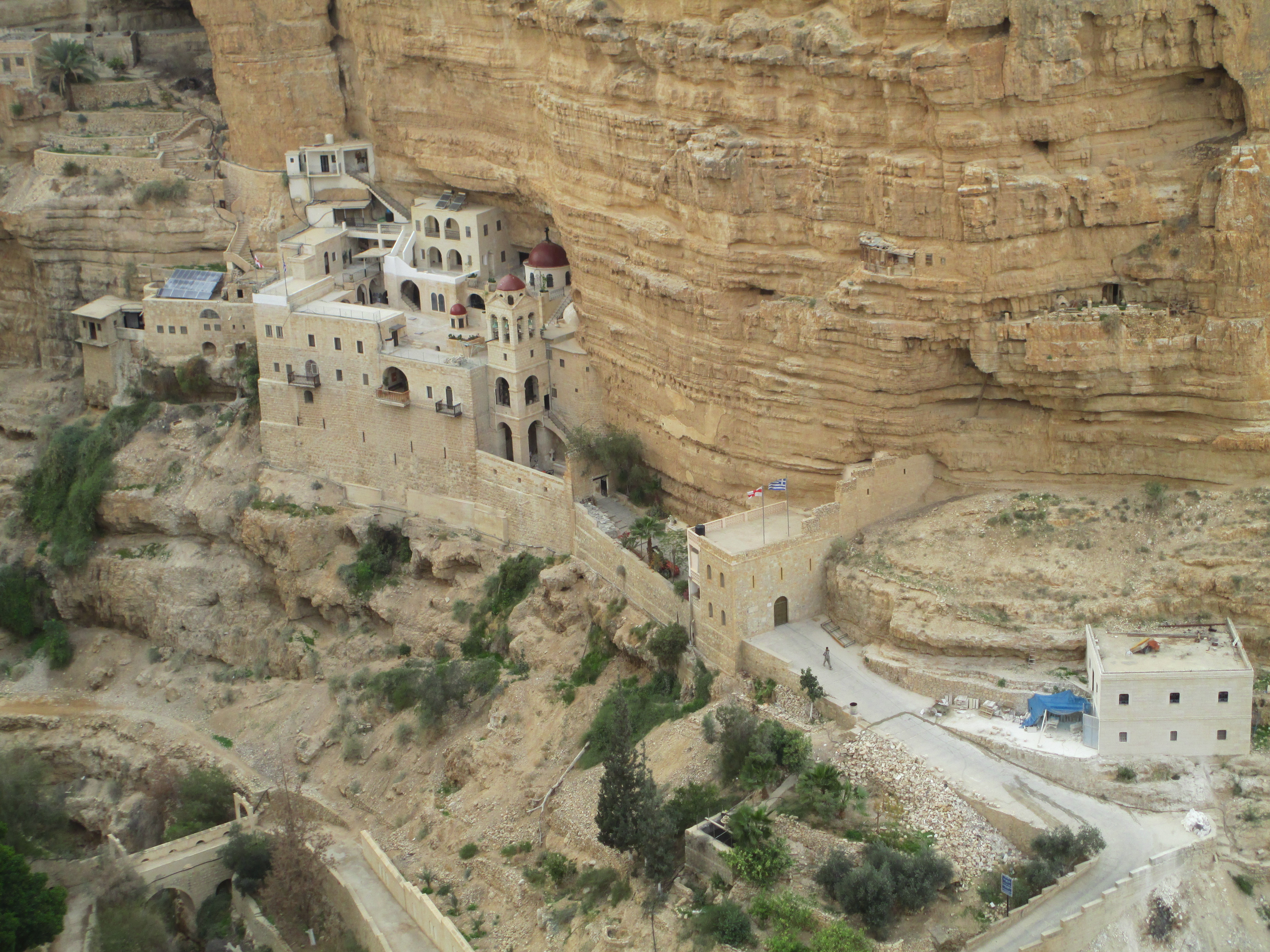
Vista exterior del monasterio
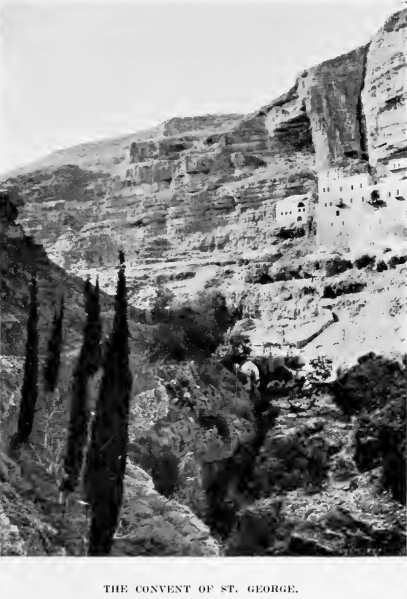
Monasterio de San Jorge de Coziba en 1913
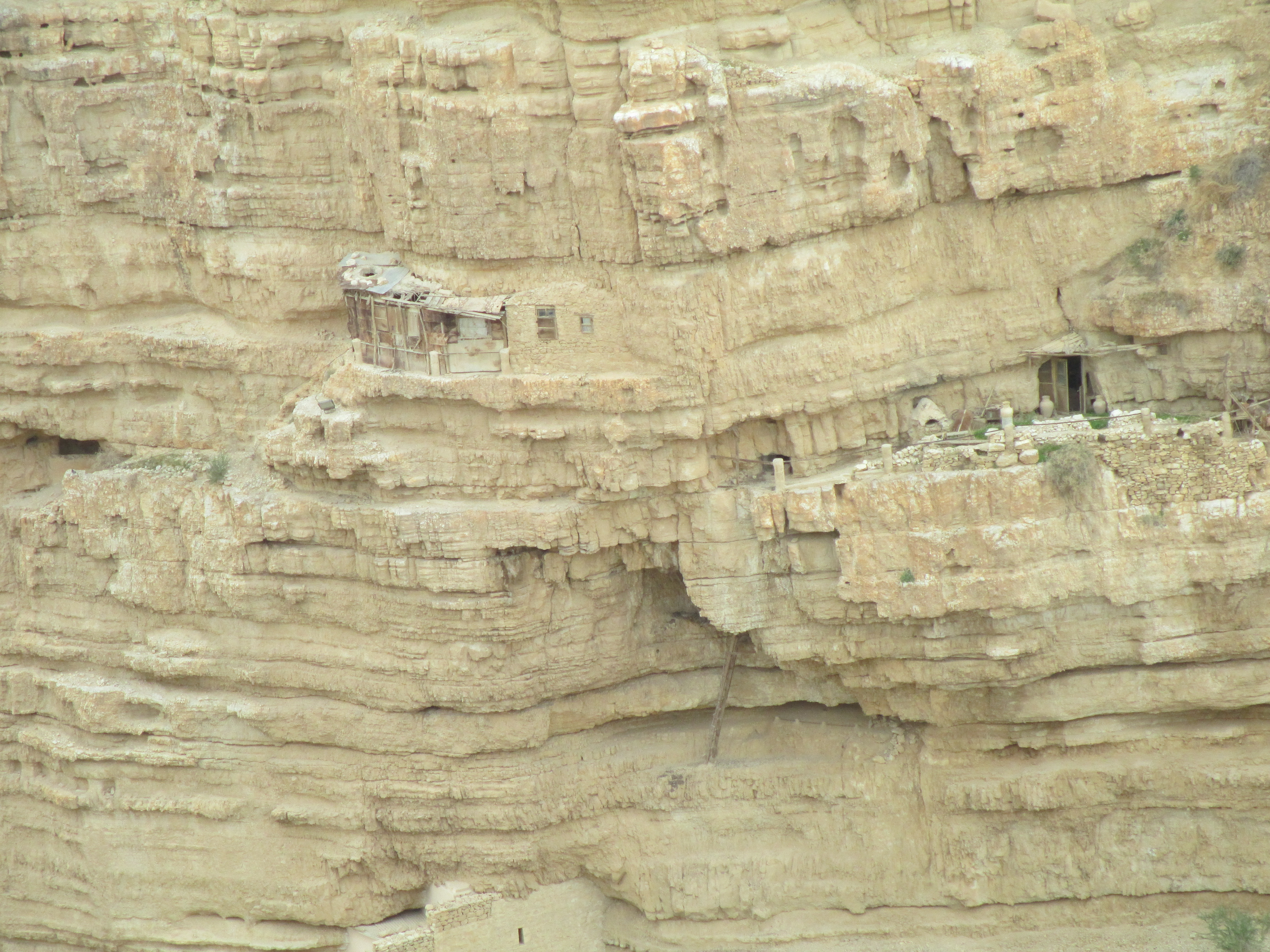
Cuevas alrededor del monasterio
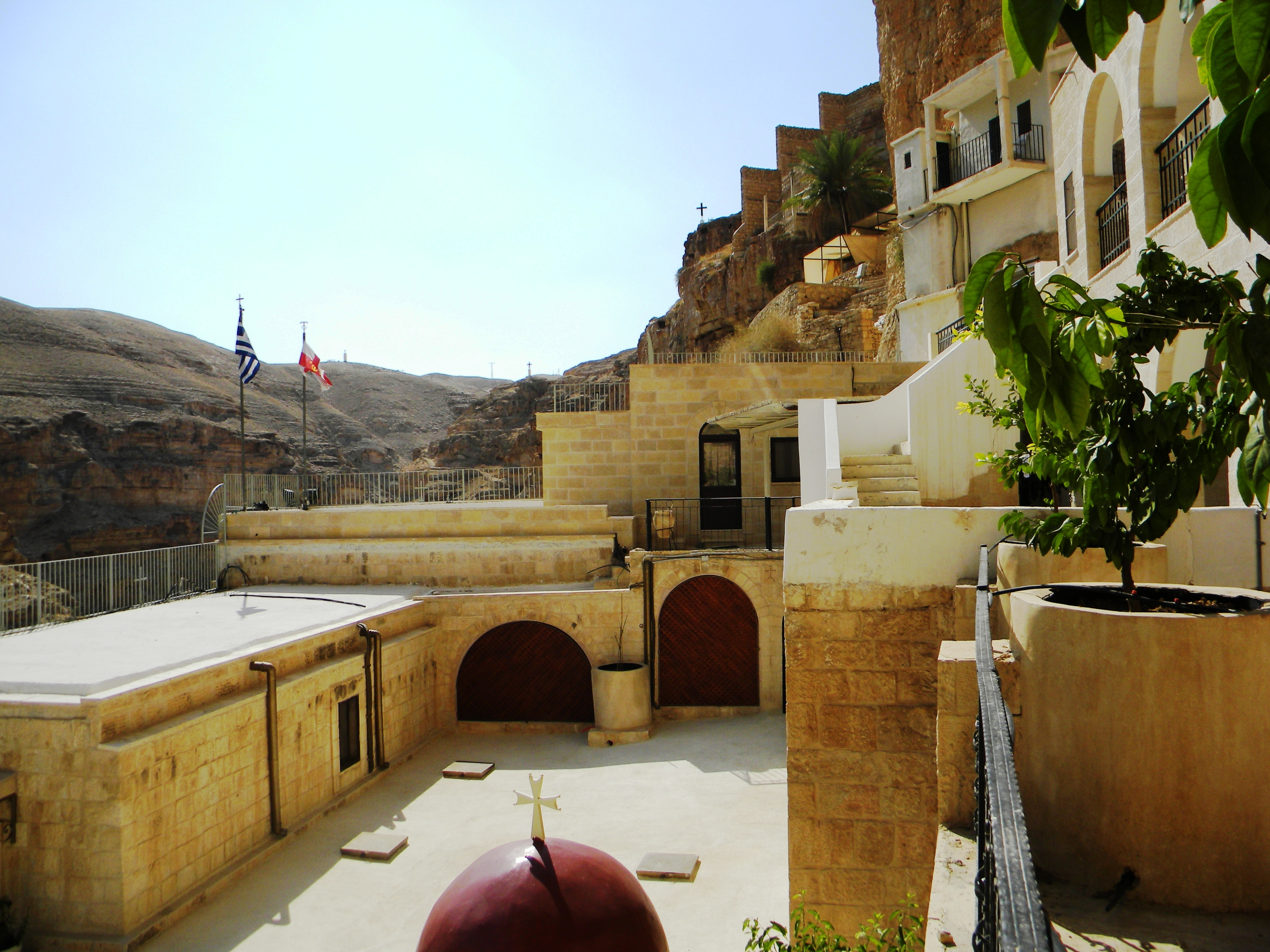
Patio interior
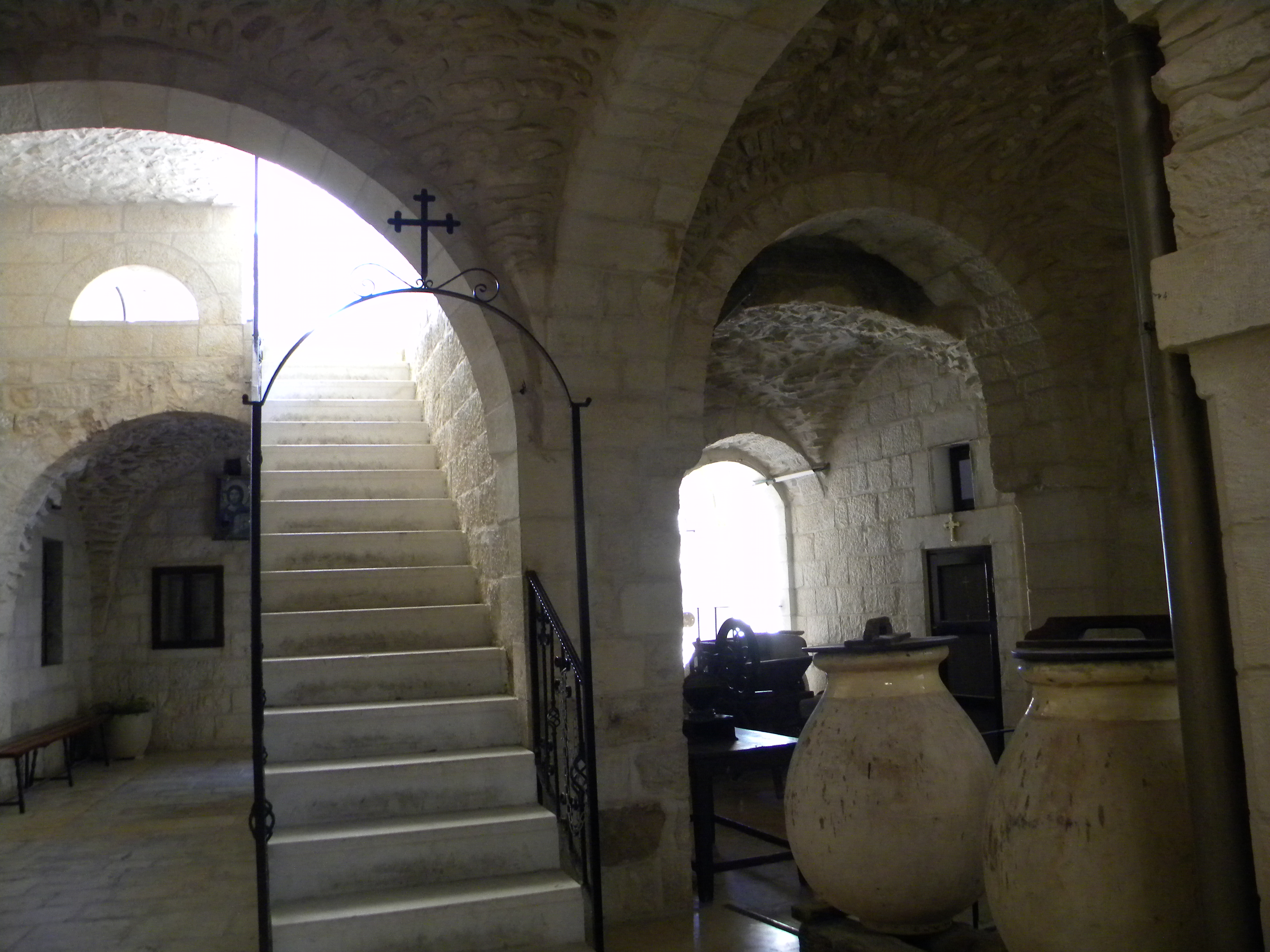
Interior del monasterio
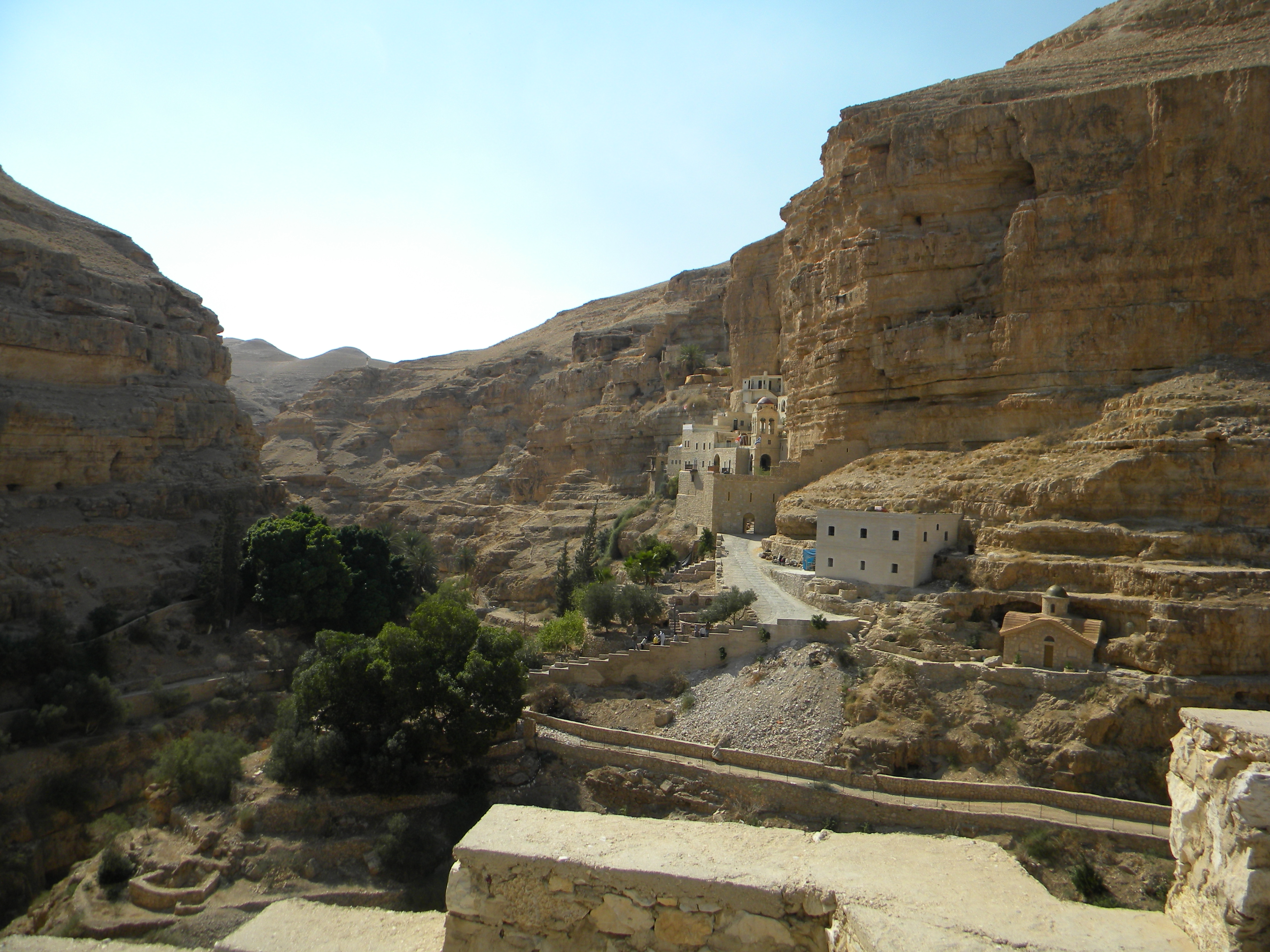
Wadi Qelt a la altura del monasterio
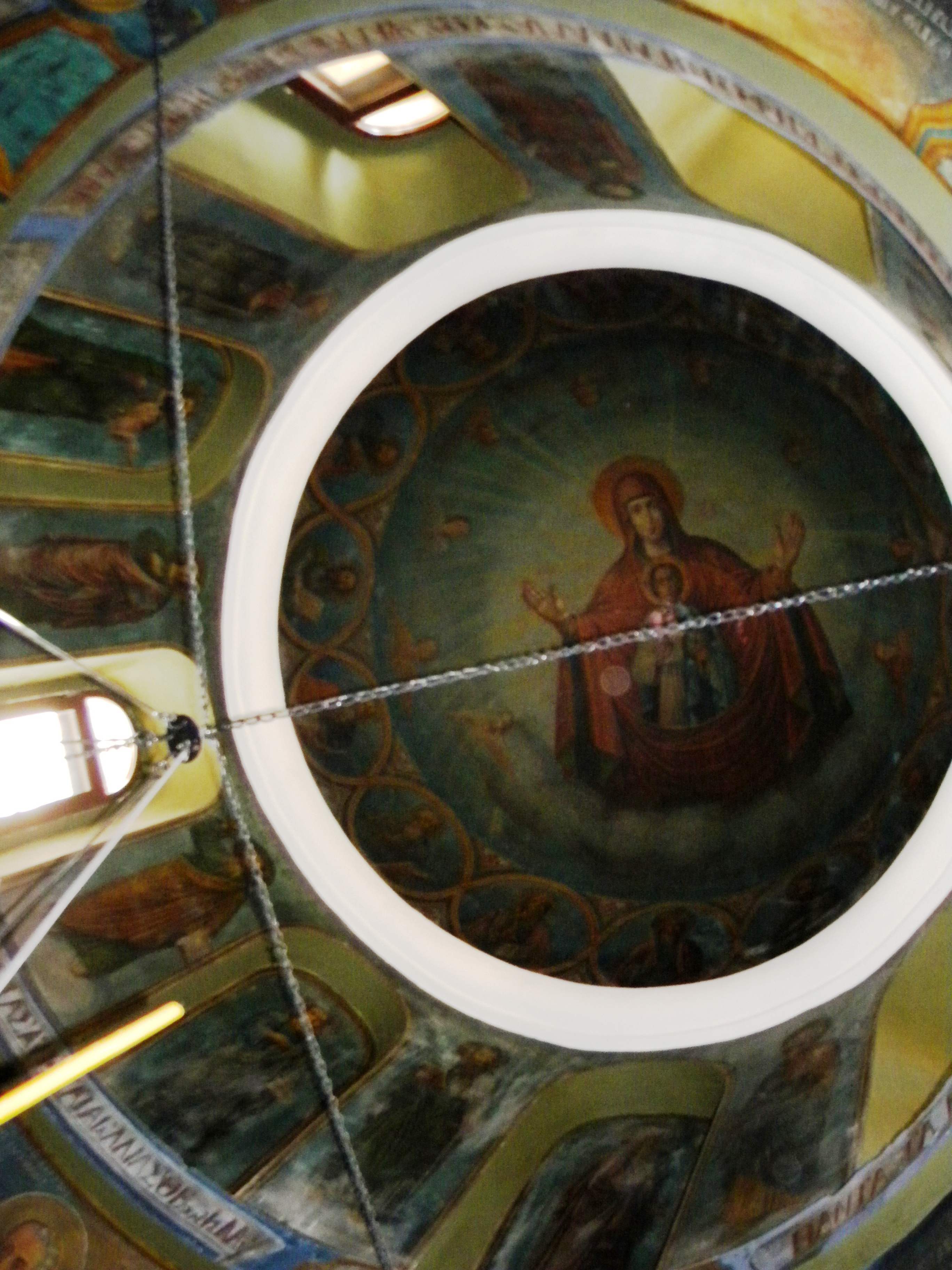
Cúpula de la capilla
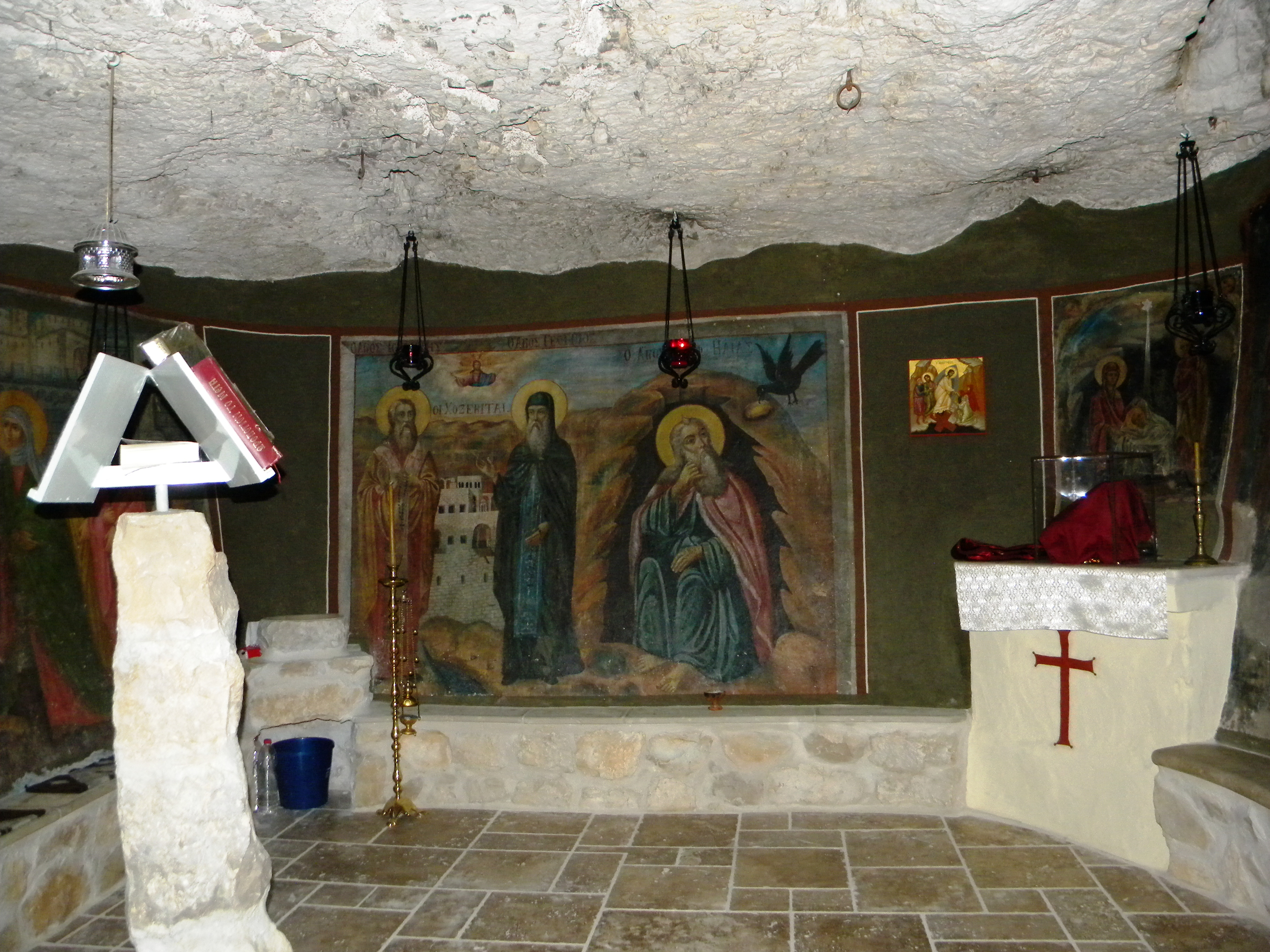
Capilla menor